# Requiem d-moll (KV 626)

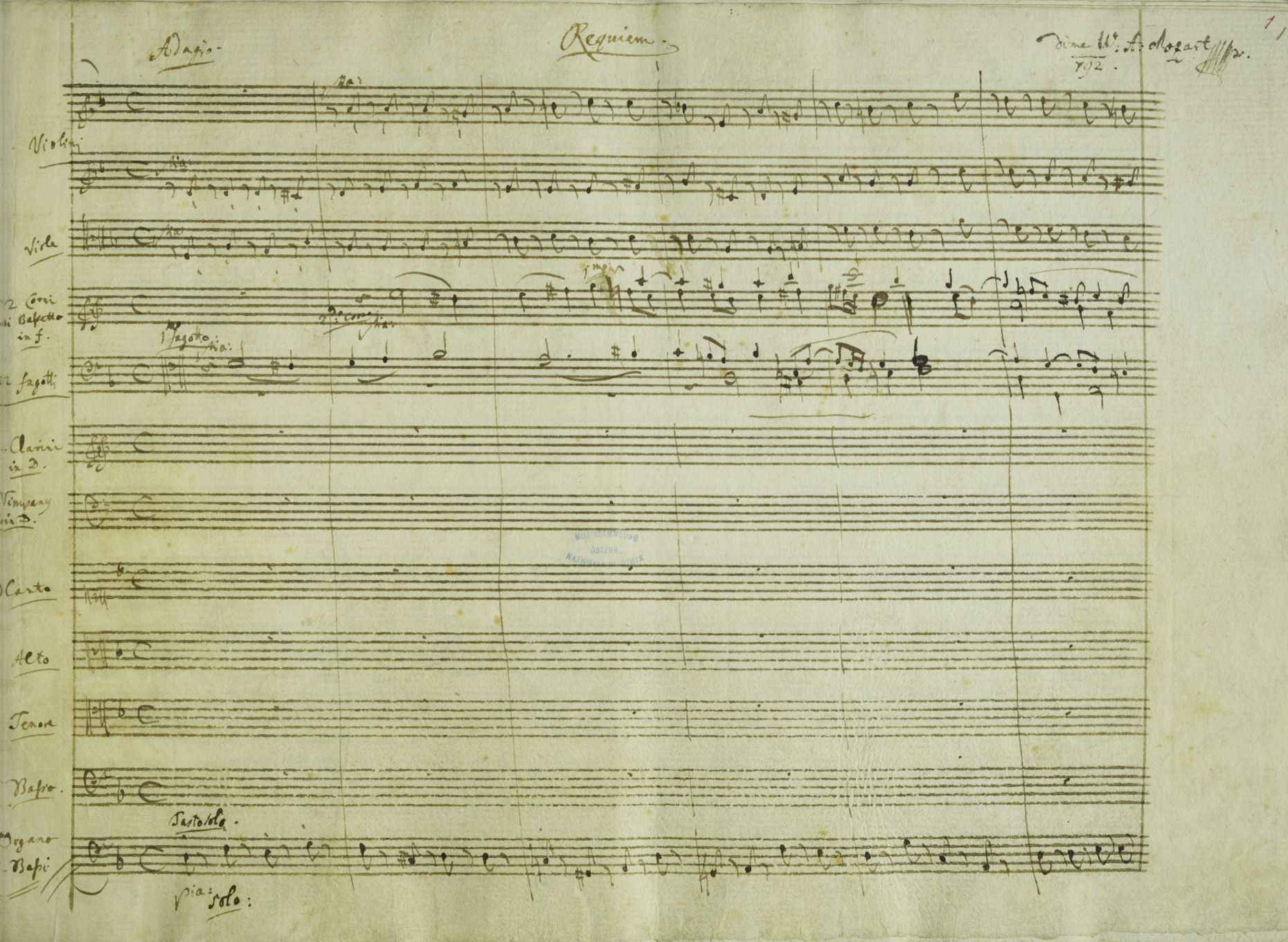
Fragment pierwszej strony

Requiem d-moll KV 626 (msza żałobna) powstałe w 1791 roku jest jednym z największych utworów sakralnych Wolfganga Amadeusa Mozarta, a zarazem jego ostatnią, niedokończoną kompozycją.
Mozart, będąc nadwornym kompozytorem w cesarskim Wiedniu, przeważnie pisał utwory na zamówienie lub na własne potrzeby, z myślą o występach. Pisał dużo, szybko, dzieła jego powstawały bez większego związku z tym, co go otaczało. Zatem niewiele jego utworów ma swoją ciekawą historię powstania. Dziełem wyjątkowym, otoczonym legendą, w której dziś trudno już oddzielić wydarzenia autentyczne od mitu, jest ostatnia kompozycja Mozarta, Requiem d-moll.
Napisanie tego dzieła zlecono Mozartowi w lipcu 1791 roku, listownie i anonimowo: podczas pracy nad Czarodziejskim fletem, latem 1791 roku, Mozart otrzymał od tajemniczego posłańca niepodpisany list. Anonimowy zleceniodawca zamówił u kompozytora mszę żałobną. Podejmowanie prób w celu ustalenia nazwiska zamawiającego posłaniec określił jako niemożliwe i bezcelowe. Mozart otrzymał z góry honorarium, w takiej wysokości, jakiej zażądał. Nie został określony termin ukończenia dzieła. Nie określono też nawet ramowej koncepcji utworu.
Mimo iż kompozycja była dla Mozarta bardzo interesująca, nie od razu przystąpił do pracy. Kiedy komponował Requiem, był już bardzo chory. Kompozytor nie zdołał ukończyć dzieła, choć zaprzątało go do ostatnich chwil życia – jeszcze 4 grudnia pracował nad wątkami Lacrimosa dies illa. Mozart prowadził wyścig z czasem, uważając, że pisze requiem na własną śmierć. Z takim przekonaniem zmarł.
Niedługo po śmierci Mozarta wyjaśniła się tajemnica związana z Requiem. Zlecenie stworzenia mszy żałobnej Mozart otrzymał w lipcu 1791 od amatora muzycznego, który często przywłaszczał sobie cudze kompozycje, wydając je pod swoim nazwiskiem, hrabiego Franciszka Walsegga zu Stuppach. Człowiek ten stracił przed laty żonę, pamięć jej zapragnął zaś w owym czasie uczcić podniosłym Requiem.
Mozart pracował nad mszą z dużymi przerwami, tworząc jednocześnie dwie opery "Czarodziejski flet" i "Łaskawość Tytusa" oraz pracując nad innymi mniejszymi dziełami instrumentalnymi i wokalnymi. Dzieło wykończyli na prośbę żony Konstancji jego znajomi kompozytorzy, Joseph Eybler oraz uczeń i przyjaciel rodziny Franz Xaver Süssmayr.
Mozart jest autorem w całości partii wokalnych i instrumentalnych z Introitus Requiem aeternam, wokalnych z Kyrie (instrumentalne uzupełnione na podstawie szkiców Mozarta przez Süssmayra), wokalnych Dies Irae, Tuba Mirum, Rex tremendae, Recordare, Confutatis (instrumentalne uzupełnione według szkiców Mozarta przez Eyblera). Partie wokalne i instrumentalne Lacrimosa i Amen według szkiców wykończył Süssmayr. Mozart ukończył także partie wokalne Domine Jesu i Hostias, zaś niepełna instrumentacja wykończona została przez Süssmayra. On też samodzielnie skomponował Sanctus, Benedictus, Agnus Dei oraz Lux aeterna (na wzór Introitus i Kyrie Mozarta).

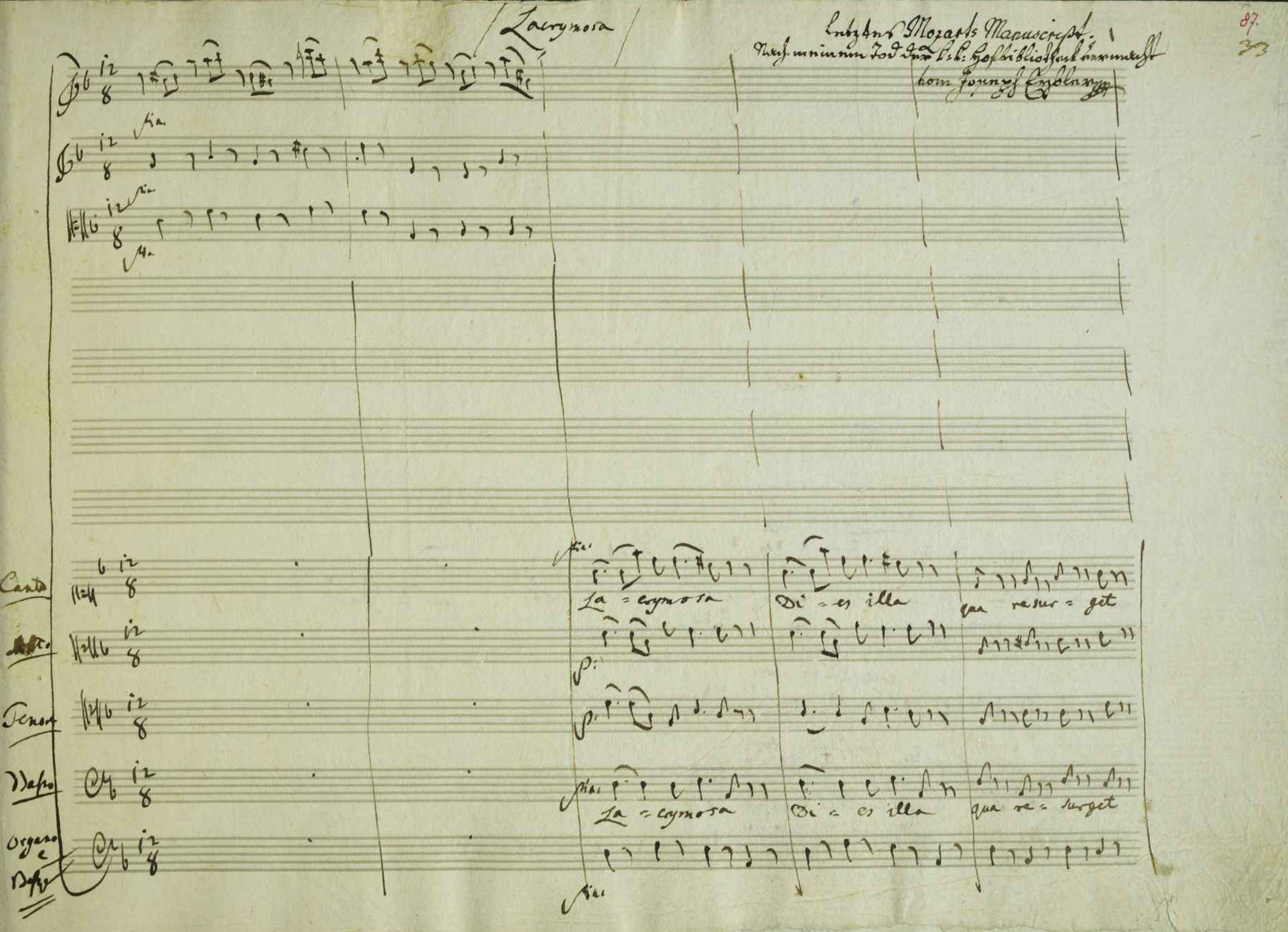
Manuskrypt taktów 1-5 części Lacrimosa

Rękopis mozartowski, ostatnie nuty postawione jego ręką, przypadają na 8 takt partii wokalnych Lacrimosa.
Pierwsze wykonanie Requiem miało miejsce 14 grudnia 1793 roku w posiadłości hrabiego von Walsegga pod Wiedniem.
O Agnus Dei, końcowej części Requiem powiedziano: Nie napisał tego Mozart – niech będzie. Ale ten kto to napisał, jest Mozartem.
W Poznaniu, od 2001 roku kościele franciszkanów, a od 2012 w Katedrze, w każdą rocznicę śmierci Mozarta, w intencji spokoju duszy wielkiego kompozytora odprawiana jest msza, której towarzyszy napisana przez niego muzyka. Z uwagi na budowę Requiem oraz dla zachowania właściwego charakteru, zgodnego z epoką, liturgia sprawowana jest według rytu przedsoborowego (tzw. msza trydencka).

## Budowa utworu
1. INTROITUS
  - Requiem aeternam (Adagio)
2. KYRIE (Allegro - Adagio; 100 taktów) - autograf bez tempa
3. SEQUENS
  - Dies irae (Allegro assai; 68 taktów) - fragment
  - Tuba mirum (Andante; 62 takty) - fragment
  - Rex tremendae maiestatis (Grave; 22 takty) - fragment
  - Recordare (Andante; 130 taktów) - fragment
  - Confutatis maledictis (Andante; 40 taktów)
  - Lacrimosa (Larghetto; 30 taktów) - fragment; tylko 8 taktów ręką Mozarta
  - Amen (16 taktów) - fragment, szkic - nie wykorzystane przez Süssmayra
4. OFFERTORIUM
  - Domine Jesu Christe (Andante con moto; 78 taktów) - fragment
  - Hostias et preces tibi (Andante con moto; 89 taktów) - fragment
5. SANCTUS
  - Sanctus Dominus Deus (Adagio - Allegro; 38 taktów) - F.X. Süssmayr
6. BENEDICTUS (Andante - Allegro; 76 taktów) - F.X. Süssmayr
7. AGNUS DEI (Larghetto; 133 takty) - F.X. Süssmayr
8. COMMUNIO
  - Lux aeterna (Adagio - Allegro - tempo primo) - W.A. Mozart / F.X. Süssmayr